# Осада Эйона
Осада Эйона (475 до н. э.) — осада и взятие афинскими войсками города Эиона во Фракии в ходе греко-персидских войн.

## Предыстория
После взятия Византия властные повадки спартанского полководца Павсания стали ещё больше раздражать других греков, поэтому они обратились к афинянам с просьбой принять на себя командование. Афиняне приняли предложение.
Между тем спартанцы отозвали Павсания для суда. От главных обвинений (измена в пользу персов) ему удалось оправдаться, но командование ему больше не вручили.
После этого спартанцы назначили нового главнокомандующего, Доркиса, которого, однако, союзники не признали как главнокомандующего, и тот был вынужден вернуться в Спарту.
В это же время (около 478 до н. э.) афиняне создают новый союз для борьбы с персами — Делосский, или первый Афинский морской союз. В него вошли, в основном, морские греческие государства, включая и те, которые освободились от власти персов.
В 477 году до н. э. Кимон отплыл во Фракию. Он узнал, что несколько знатных персов, родственников царя овладели городом Эйоном на реке Стримон и тревожат греческое население.

## Осада
Кимон сначала разбил персов в сражении и запер их в городе. На помощь Кимону Менон из Фарсала прислал 200 или 300 всадников, а также 12 талантов серебра. Затем Кимон изгнал фракийцев, живших за рекой Стримоном — таким образом, он отрезал пути поставок хлеба персам и поставил персов в безвыходное положение. Вскоре военачальник персов Бут приказал поджечь город и погиб в огне вместе со своими друзьями и имуществом.

## Итоги
Никакой пользы от взятия Эйона Кимон не получил, так как всё сгорело вместе с персами, а местность отдал под поселения афинянам. Кимон с разрешения афинского народа поставил каменные гермы. Это была большая честь для Кимона, так как больше никто до него из известных афинских деятелей не удостаивался этого. На одной из них было написано:
Много пришлось претерпеть и тем, что с сынами мидийцев 

Встретясь в Эионском краю, их у Стримона реки 

Голодом жгучим терзали и в схватках Ареса кровавых 

Первыми ввергли врагов в горе и злую нужду.
На второй было написано:
Здесь в награду вождям афинский народ благодарный 

В память великих заслуг им эту герму дарит. 

Пусть же, взглянув на неё, стремится каждый потомок, 

Общему благу служа, смело на битву идти.
А на третьей:
Некогда царь Менесфей отсюда с Атридами вместе 

К Трои священной полям мощное войско повел. 

Был он, Гомер говорит, среди крепкобронных данайцев 

Славен искусством своим воинов строить на бой. 

Вот почему и теперь подобает афинянам зваться 

Славными в ратных делах, доблесть являя свою.